# Airport Security: Spagna
Airport Security: Spagna (Border Security: Spagna’s Front Line) è un programma televisivo spagnolo di genere docu-reality, spin off del programma originale Airport Security in onda in Italia su DMAX e Nove.

## Descrizione
In ogni puntata viene mostrato il lavoro degli agenti del Security and Customs Services ai confini spagnoli mentre affrontano la costante minaccia dello spaccio di droga, delle armi e di sospetti terroristi.